# Eselstein (berg i Österrike)
Eselstein är ett berg i Österrike.   Det ligger i distriktet Liezen och förbundslandet Steiermark, i den centrala delen av landet, 220 km väster om huvudstaden Wien. Toppen på Eselstein är 2 104 meter över havet.
Terrängen runt Eselstein är kuperad norrut, men söderut är den bergig. Närmaste större samhälle är Schladming, 6,3 km söder om Eselstein. 
I omgivningarna runt Eselstein växer i huvudsak blandskog. Runt Eselstein är det ganska glesbefolkat, med 25 invånare per kvadratkilometer.